# Rizabek Ajtmuchan
Rizabek Kanatuły Ajtmuchan (kaz. Ризабек Қанатұлы Айтмұхан; ur. 29 kwietnia 2004) – kazachski zapaśnik walczący w stylu wolnym. Mistrz świata w 2023. Srebrny medalista mistrzostw Azji w 2023, 2024 i 2025. 
Mistrz świata juniorów w 2024 i drugi w 2023. Mistrz świata U-23 w 2024. Mistrz Azji U-23 w 2022 i 2023 roku.